# موکوم

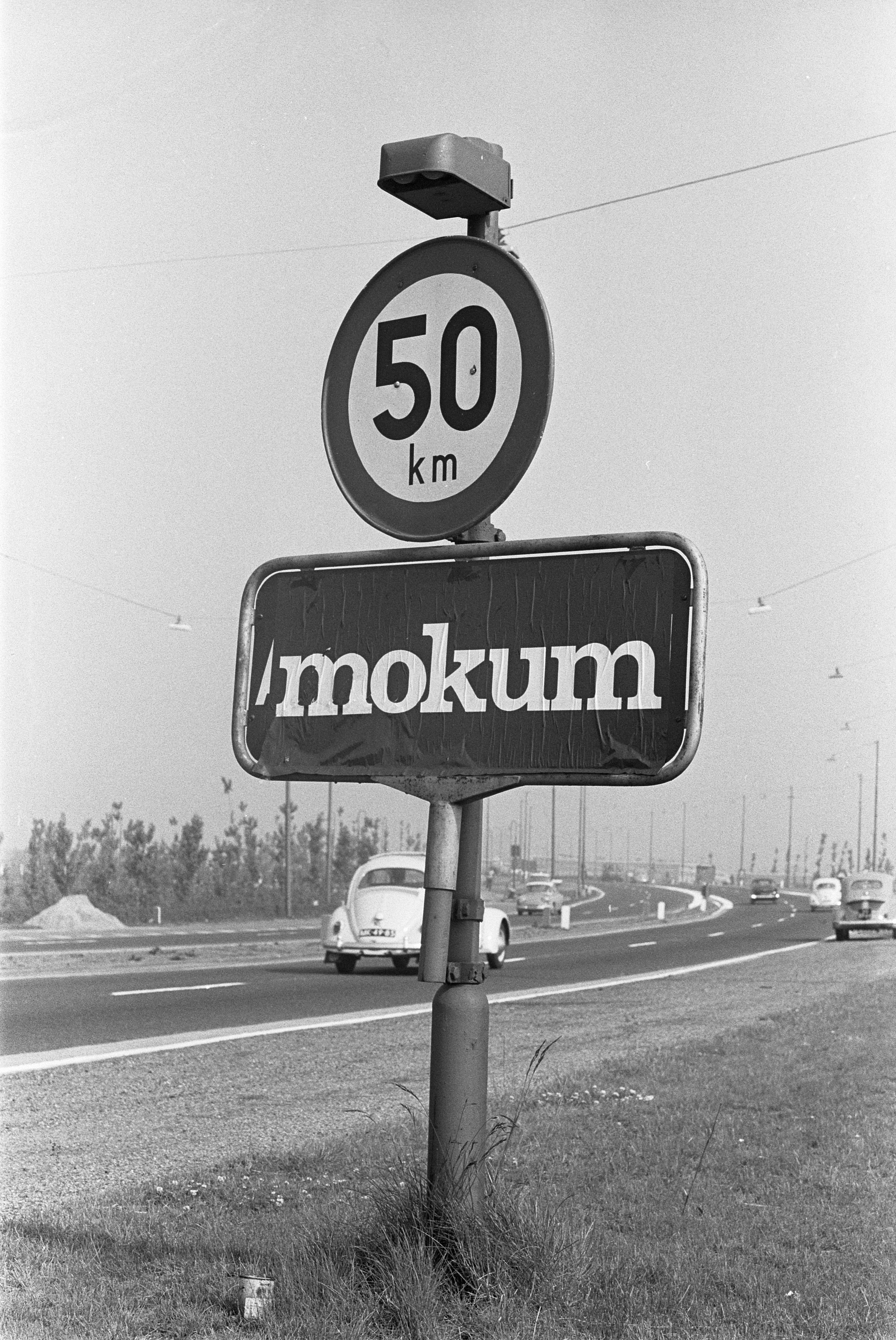
تابلوهای آمستردام که با نام موکوم پوشیده شده است

موکوم یک لغت زبان ییدیش است و به معنی جا و مکان امن است. این لغت مشابه لغت عبری מקום به معانی مکان است.